# ليناكابافير
ليناكابافير(Lenacapavir )، الذي يُباع تحت الإسم التجاري سونلينكا(Sunlenca )، هو دواء مضاد للفيروسات القهقرية و يستخدم مع أدوية أخرى لعلاج فيروس نقص المناعة البشرية/الإيدز .  خاصة للمرضى الذين يعانون من مرض مقاوم للأدوية.  يبدأ عن طريق الفم ثم يعطى عن طريق الحقن تحت الجلد مرتين في السنة. 
وتشمل الآثار الجانبية الشائعة لهذا العقار على؛ ردود فعل تحسسية في موقع الحقن و الغثيان .  كما و قد تشمل الآثار الجانبية الأخرى على متلازمة الإسترداد المناعي .  في حين أنه لا يوجد دليل على ضرر أثناء الحمل، إلا أن هذا الاحتمال لم يتم دراسته بشكل جيد.  و هو عبارة عن مثبطات القفيصة. و يعمل عن طريق التدخل في خطوات متعددة من دورة حياة الفيروس. 
تمت الموافقة على استخدام ليناكابافير طبيًا في أوروبا وكذلك كندا و الولايات المتحدة في عام 2022.    في الولايات المتحدة تبلغ تكلفته حوالي 42,250 دولارًا أمريكيًا في السنة الأولى و 39,000 دولارًا أمريكيًا كل عام بعد ذلك اعتبارًا من عام 2022. 